# Terry Austin
Terry Austin (né le 23 août 1952 à Détroit) est un encreur de bande dessinée américain. Il a surtout travaillé pour des comic books de super-héros, dont Uncanny X-Men en 1977-1981, sur des dessins de John Byrne. Il a remporté sept prix Eagle entre 1977 et 1987.

## Récompenses
- 1977 : Prix Inkpot
- 2008 : Prix Inkwell rétrospectif du meilleur encreur (avec Joe Sinnott)
- 2009 : Temple de la renommée Joe Sinnott, pour son œuvre d'encreur